# Ромош
Ромош (укр. Ромош) — село в Сокальской городской общине Шептицкого района Львовской области Украины.
Население по переписи 2001 года составляло 113 человек. Занимает площадь 0,24 км². Почтовый индекс — 80024. Телефонный код — 3257.